# Фланн мак Конгалайг
Фланн мак Конгалайг (др.‑ирл. Flann mac Congalaig; умер в 812) — король Наута (Северной Бреги) и всей Бреги (786—812) из рода Сил Аэдо Слане.

## Биография
Фланн был одним из сыновей правителя Наута и короля всей Бреги Конгалаха мак Конайнга. Он принадлежал к Уи Хонайнг, одной из двух основных ветвей рода Сил Аэдо Слане. После гибели в 778 году короля Конгалаха престол Наута перешёл к Диармайту мак Конайнгу, а когда тот пал в 786 году в сражении с верховным королём Ирландии Доннхадом Миди из рода Кланн Холмайн, власть над королевством и титул короля всей Бреги перешли к Фланну.
Семейные владения Фланна мак Конгалайга, земли Северной Бреги, располагались к северу от реки Лиффи. Резиденция правителей Наута находилось на территории одноимённого древнеирландского кургана.
Согласно ирландским анналам, в 795 году Фланн мак Конгалайг убил на пиру в доме у некоего Кумалкаха сына Доннхада Миди по имени Конн.
Фланн мак Конгалайг умер в 812 году. В сообщениях об этом событии анналы наделяют Фланна титулом «король кианнахтов» (лат. rex Ciannachtai). Его сын Конайнг мак Флайнн также был королём всей Бреги.
После смерти Фланна мак Конгалайга престол Наута и титул короля всей Бреги унаследовал его брат Кернах мак Конгалайг.